# Санкович Павло Павлович
Санкович Павло Павлович (29 червня 1990) — білоруський плавець.
Учасник Олімпійських Ігор 2008, 2012, 2016 років.
Призер Чемпіонату світу з плавання на короткій воді 2016 року.
Призер Чемпіонату Європи з водних видів спорту 2014 року.
Призер Чемпіонату Європи з плавання на короткій воді 2011, 2013, 2015, 2017 років.